# AeroVironment RQ-20 Puma
AeroVironment RQ-20 Puma je rodina lehkých bezpilotních průzkumných letounů od kalifornské společnosti AeroVironment. Mimo jiné slouží k průzkumu, vyhledávání a zaměřování cílů, i vyhodnocení úspěšnosti palby. Možné je i jeho civilní využití. Vypouštěn může být ze země, z vozidel i z plavidel. Systém byl do služby zaveden roku 2008. Mezi jeho zahraniční uživatele patří i Armáda České republiky.

## Vývoj

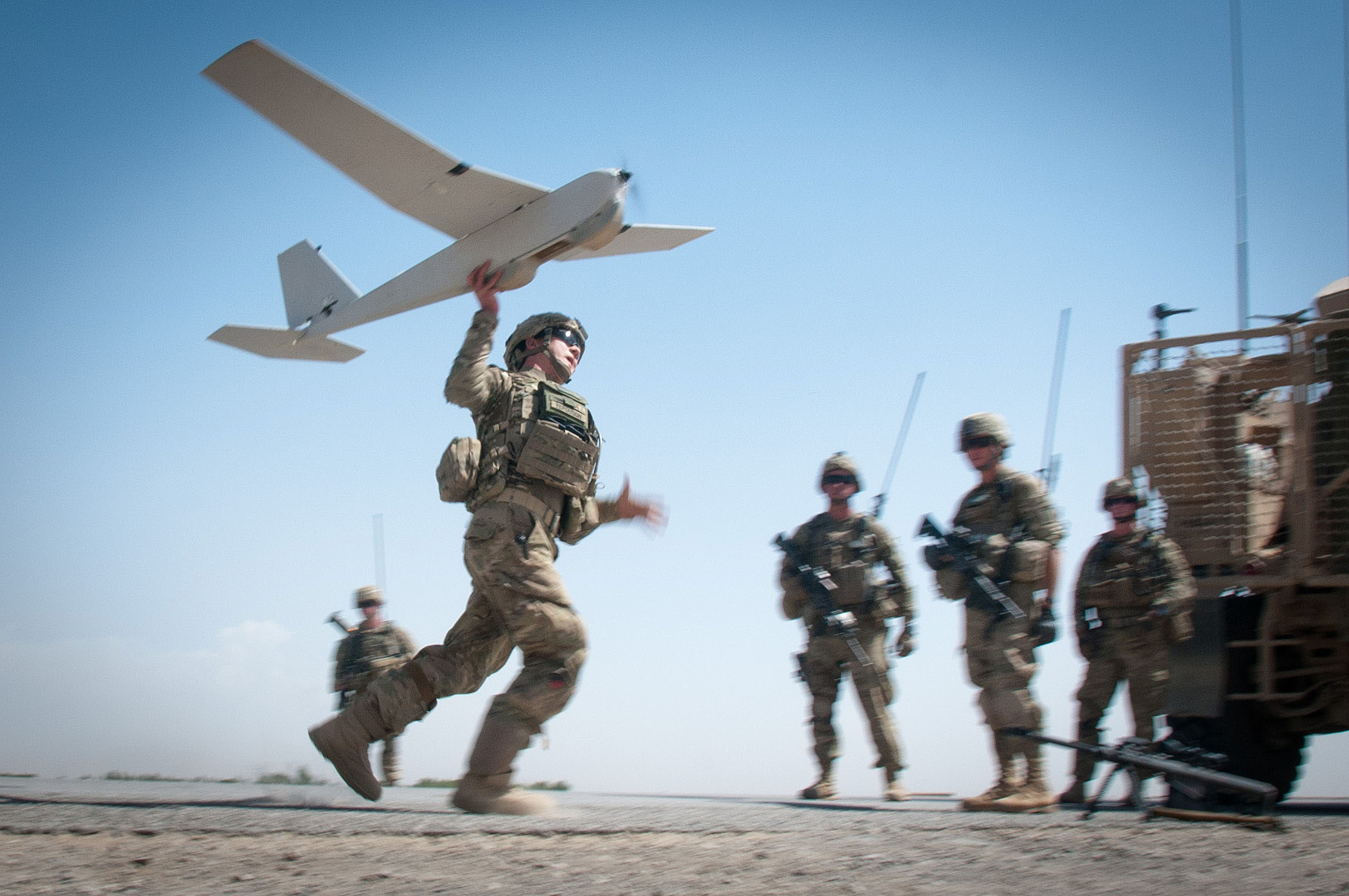
Start letounu Puma odhozem z ruky

Základní verzi systému od 2008 používaly americké speciální jednotky. Roku 2012 systém zavedla americká armáda, která mu přidělila označení RQ-20A Puma. Ve stejném roce systému zařadilo rovněž letectvo a námořní pěchota. Roku 2013 byla zavedena vylepšená verze dronu RQ-20B. V roce 2016 americké námořnictvo úspěšně otestovalo nasazení dronu Puma z paluby raketového torpédoborce třídy Arleigh Burke.

## Popis

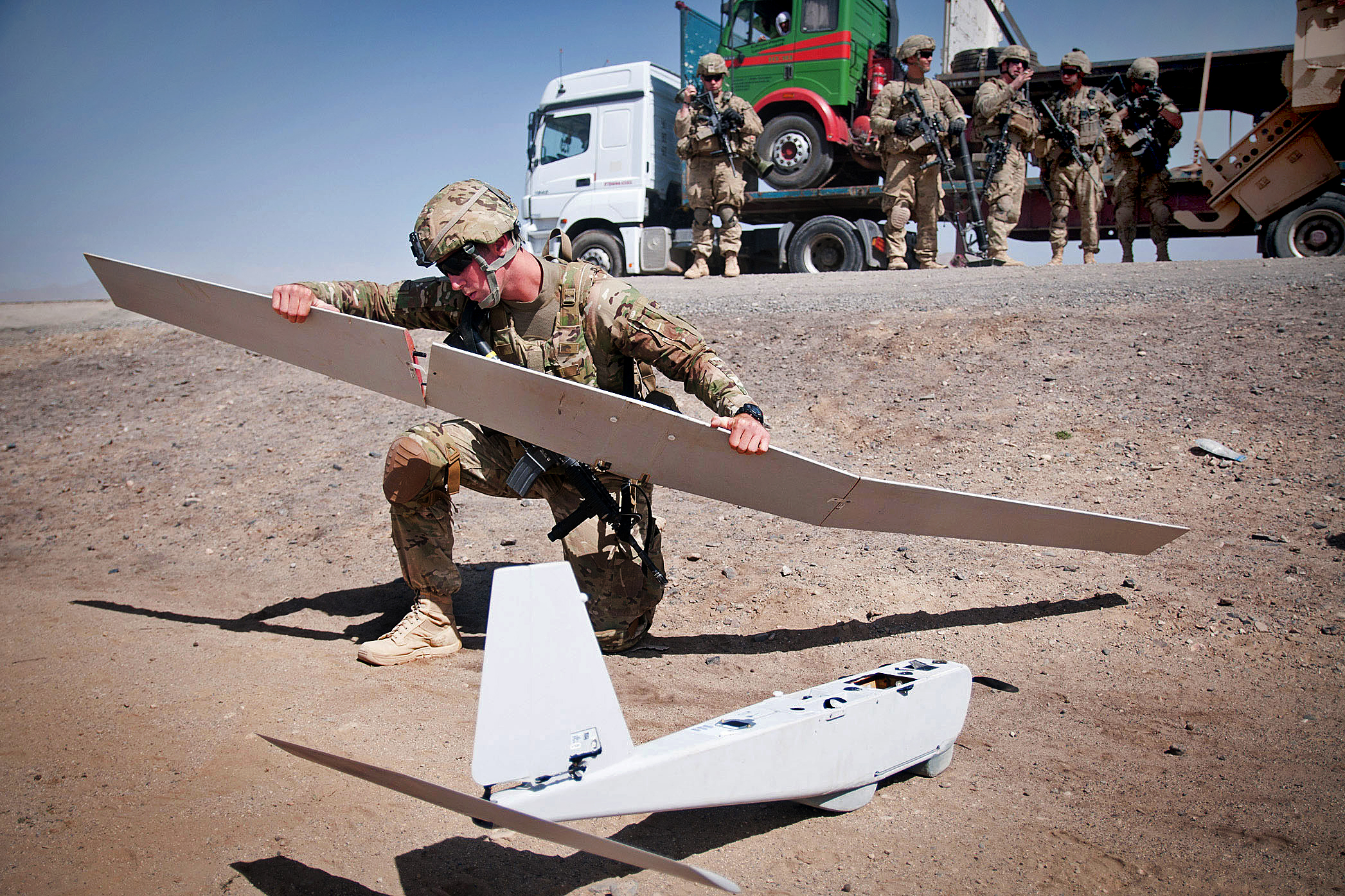
Americký voják sestavuje bezpilotní letoun Puma

Systém Puma se skládá z dálkově ovládaného bezpilotního letounu a jeho řídící stanice (jeden systém RQ-20A tvoří tři letouny a dvě řídící stanice). Přepravován je rozložený. Puma je jednoduchý jednomotorový hornoplošník. Dle verze může nést různé modulární vybavení, zejména gyroskopicky stabilizovanou senzorovou jednotkou Mantis i45 (či Mantis i45 N pro noční operace), vybavenou denní kamerou s vysokým rozlišením, noční kamerou, termokamerou a laserovým značkovačem pro navádění přesné munice (např. drony Switchblade a řízené střely APKWS).
Start letounu je prováděn odhozem z ruky, nebo pomocí elastického lana. Za letu jej pohání elektromotor roztáčející vrtuli na přídi. Může být řízen operátorem, nebo se pohybovat po předem zvolené trase. Je vybaven datalinkem a GPS. Není vybaven podvozkem. Přistání je  provedeno řízeným pádem, dosedá na spodní část trupu. Pokud operuje z plavidla, přistává do speciální sítě. Systém je plně vodotěsný a schopný přistání jak na zemi, tak na vodě, včetně mořské. Aby se minimalizovalo riziko poškození, při přistání se senzorová hlavice otočí a zaklopí do trupu dronu. Vykony systému Puma se liší dle verze. RQ-20B létá rychlostí až 85 km/h a jeho dosah je 15 km. Verze s prodlouženým dosahem Puma LE má dolet až 60 km (vyžaduje to využití dálkové antény LRTA – Long Range Tracking Antenna) a vytrvalost až šest hodin.

## Verze
- Puma AE (All Environment) – Tovární označení systému. Nejnovější generace je označena Puma 3 AE.
- RQ-20A – Armádní označení základní verze systému Puma AE. Zavedena roku 2008.
- RQ-20B – Arnádní označení vylepšené verze Puma AE Block 2. Zavedena roku 2013.
- Puma LE (Long Endurance) – Vylepšená verze s prodlouženým dosahem. Představena roku 2019.

## Uživatelé
- Albánie
- Belgie

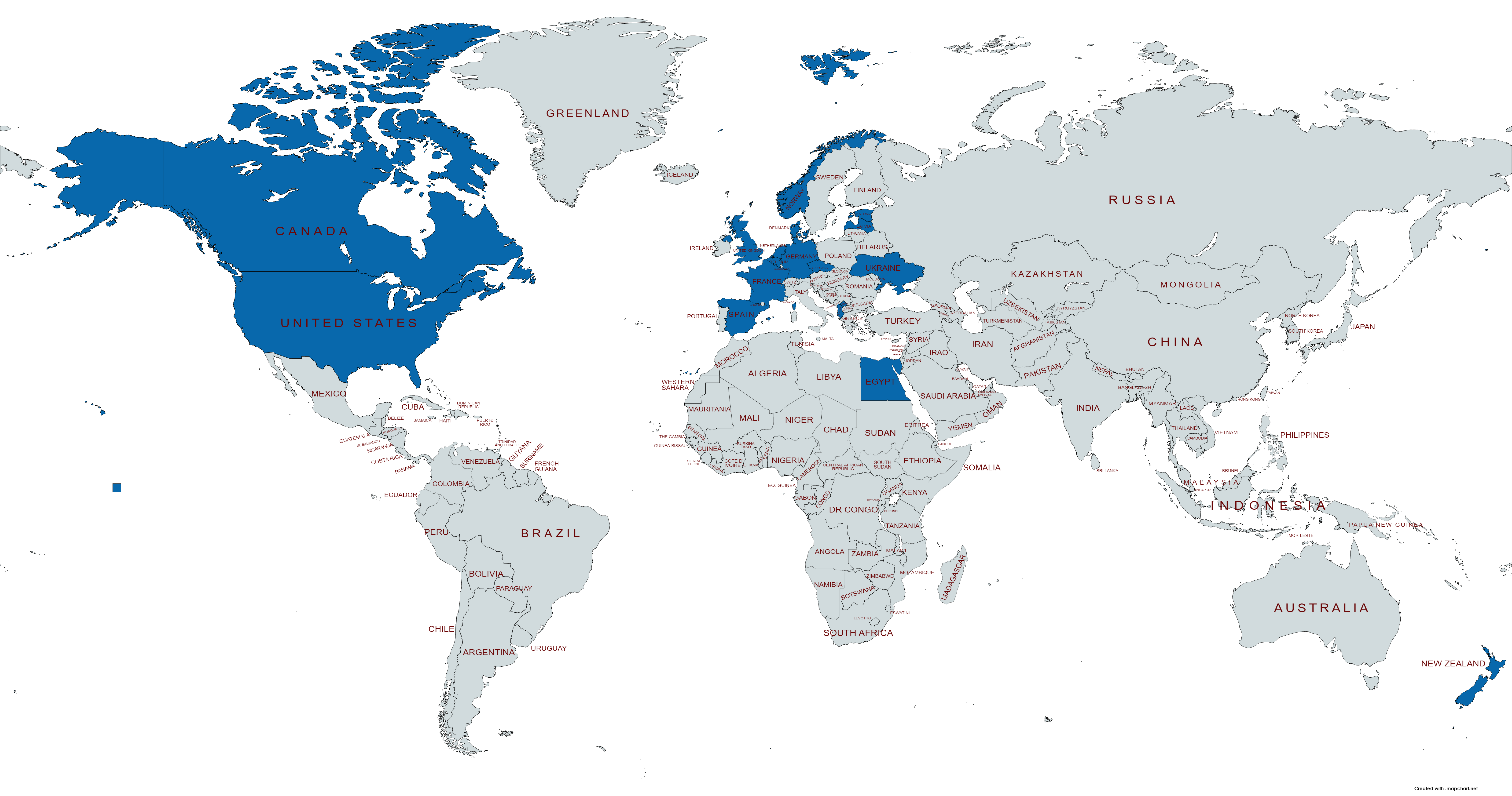
Uživatelé RQ-20

- Česko – První komplet RQ-20A získán roku 2018. Po vzniku 533. praporu bezpilotních systémů v roce 2022 plánováno získání dalších čtyř kompletů Puma 3AE.[4]
- Dánsko
- Egypt
- Estonsko
- Francie
- Kosovo
- Lotyšsko
- Německo
- Nizozemsko
- Nový Zéland
- Norsko
- Španělsko
- Švédsko
- USA
- Ukrajina – Dodány v rámci vojenské pomoci po ruské invazi na Ukrajinu v únoru 2022.[4]
- Spojené království

## Specifikace (RQ-20B)
Údaje dle:

### Technické údaje
- Osádka: 0 (dálkové ovládání, obsluhu systému tvoří dvě osoby)
- Rozpětí: 2,8 m
- Délka: 1,4 m
- Hmotnost: 6,3 kg

### Výkony
- Rychlost: 85 km/h
- Taktický dolet: 20 km
- Vytrvalost:  90 - 150 minut
- Dostup: 15 000ft  MSL